# Grafschaft Gronsveld
Die Grafschaft Gronsveld (auch Gronsfeld geschrieben) (zunächst Herrschaft, seit 1498 Baronie und seit dem 16. Jahrhundert Grafschaft) war ein Territorium im Heiligen Römischen Reich südöstlich von Maastricht. Sie bestand bis zur Besetzung durch französische Truppen 1794.

## Geschichte

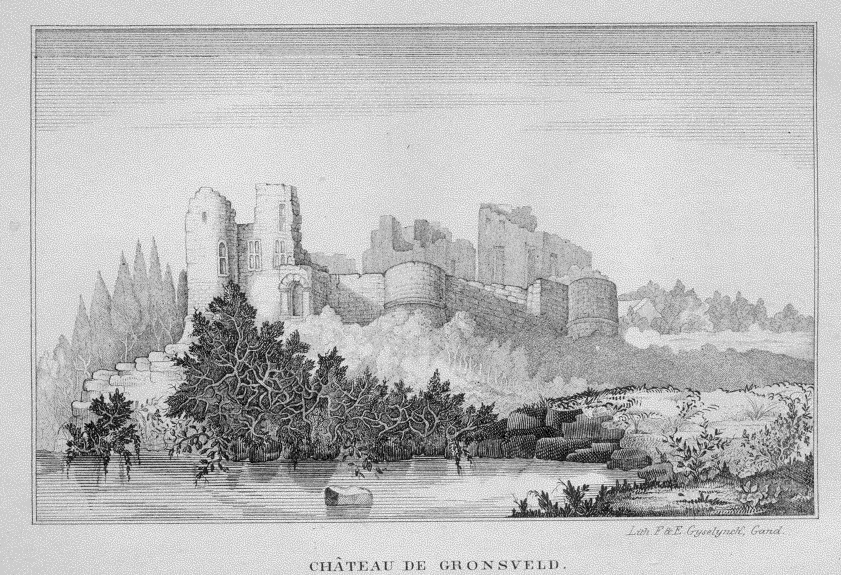
Kasteel Gronsveld um 1827

Innerhalb des Herzogtums Limburg gelegen bildete sich ab dem 11. Jahrhundert die Herrschaft Gronsveld aus. Zu Beginn des 14. Jahrhunderts spaltete sich von ihr die Herrschaft Richold ab. Das Gebiet bestand seither aus nur zwei Kirchdörfern, Gronsveld und Honthem.
Im Jahr 1498 erhob der römisch-deutsche König Maximilian I. das Gebiet zur Baronie. Zwischen 1576 und 1588 wurde Gronsveld zur Grafschaft gemacht. Das Territorium gehörte dem niederrheinisch-westfälischen Reichskreis an. Außerdem waren die Grafen Mitglieder des niederrheinisch-westfälischen Reichsgrafenkollegiums.
Nach dem Aussterben der Familie Gronsveld fiel das Gebiet an die Familie Bronkhorst-Batenburg. Im Jahr 1719 ging es in den Besitz der Grafen von Törring-Jettenbach über. Die Eigenständigkeit endet mit der französischen Besetzung 1794. Später gehörte es zur Provinz Limburg in den Niederlanden.